# Gideon Mantell
Gideon Algernon Mantell MRCS FRS (3 tháng 2 năm 1790 - 10 tháng 11 năm 1852) là một bác sĩ sản khoa, nhà địa chất và bác sĩ phẫu thuật người Anh. Những nỗ lực của ông để tái tạo cấu trúc và cuộc sống của loài khủng long Iguanodon đã bắt đầu nghiên cứu khoa học về khủng long. Năm 1822, ông chịu trách nhiệm phát hiện (và nhận dạng cuối cùng) của răng hóa thạch đầu tiên, và sau đó là phần lớn bộ xương của Iguanodon. Công việc của Mantell về kỷ Phấn trắng miền nam nước Anh cũng rất quan trọng.

## Tiểu sử

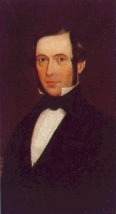
Chân dung Gideon Mantell lúc trẻ

Mantell được sinh ra ở Lewes, Sussex là con thứ năm của Thomas Mantell, một thợ đóng giày và bà Sarah Austen . Ông được nuôi dưỡng trong một ngôi nhà nhỏ ở ngõ St. Mary cùng với hai chị gái và bốn anh trai của mình. Khi còn trẻ, ông đã thể hiện sự quan tâm đặc biệt trong lĩnh vực địa chất. Ông khám phá các hố và mỏ đá ở các khu vực xung quanh, phát hiện ra ammonite, vỏ nhím biển, xương cá, san hô và xác chết của động vật đã chết. Mantell không thể học tại các trường ngữ pháp địa phương vì gia đình Mantell là tín đồ của nhà thờ Giám lý và 12 trường học miễn phí được dành riêng cho những đứa trẻ được nuôi dưỡng trong đức tin Anh giáo. Kết quả là, Gideon được giáo dục tại một trường dame ở St. Mary's Lane, và học đọc và viết cơ bản từ một bà già. Sau cái chết của giáo viên của mình, Mantell được John Nút, một người Whig cực đoan triết học, người có chung niềm tin chính trị với cha của Mantell. [4] Mantell đã dành hai năm với Nút, trước khi được gửi đến chú của mình, một mục sư Baptist, ở Swindon, trong một thời gian nghiên cứu riêng tư.
Mantell trở lại với Lewes ở tuổi 15. Với sự giúp đỡ của một lãnh đạo đảng Whig địa phương, Mantell bảo đảm việc học nghề với một bác sĩ phẫu thuật địa phương tên là James Moore. [5] Ông phục vụ như là một người học việc cho Moore ở Lewes trong thời gian năm năm, trong đó ông chăm sóc các vấn đề ăn uống, nhà ở và y tế của Mantell. Nhiệm vụ tập sự sớm của Mantell bao gồm lọ làm sạch, cũng như tách và sắp xếp thuốc. Chẳng mấy chốc, anh đã học được cách làm thuốc và các sản phẩm dược phẩm khác. Anh ta giao thuốc cho Moore, giữ tài khoản của mình, viết hóa đơn và nhổ răng từ bệnh nhân của mình. [6] Vào ngày 11 tháng 7 năm 1807, Thomas Mantell qua đời ở tuổi 57. [7]Ông đã để lại cho con trai một số tiền cho việc học tập trong tương lai. [8] Khi thời gian học nghề bắt đầu trở nên chậm lại, anh bắt đầu dự đoán về việc học y khoa của mình. Anh ta bắt đầu tự học giải phẫu người, và cuối cùng anh ta đã trình bày chi tiết kiến thức mới tìm thấy của mình trong một tập có tựa đề Giải phẫu xương và Lưu thông máu, trong đó có hàng tá bản vẽ chi tiết về các đặc điểm của bộ xương và thai nhi. [6] Ngay sau đó, Mantell bắt đầu giáo dục y tế chính thức tại London. Anh ta đã nhận được bằng tốt nghiệp với tư cách là thành viên của Đại học Phẫu thuật Hoàng gia vào năm 1811. [9] Bốn ngày sau, anh ta nhận được giấy chứng nhận từ Tổ chức từ thiện cho phụ nữ đã kết hôn theo thói quen của họ cho phép anh ta hành độngnhiệm vụ hộ sinh.